# Your Honor (serie surcoreana de 2024)
Your Honor (en hangul, 유어 아너; McCune-Reischauer, Yuŏ anŏ; literalmente, «Su Señoría») es una serie de televisión surcoreana creada por Pyo Min-soo, escrita por Kim Jae-hwan, dirigida por Yoon Jong-seon, y protagonizada por Son Hyun-joo, Kim Myung-min, Kim Do-hoon, Jung Eun-chae y Heo Nam-jun. Es una adaptación de la serie israelí Kvodo, realizada por Genie TV. Está disponible en esta plataforma así como en Genie TV Mobile, y se emitió además por el canal ENA, desde el 12 de agosto hasta el 10 de septiembre de 2024, los lunes y martes a las 22:00 (hora local coreana).

## Sinopsis
En la imaginaria ciudad de Woowon, el hijo de un juez respetado (Song Pan-ho) mata al hijo del jefe de una banda criminal (Kim Kang-heon) en un caso de atropello y fuga, y Song Pan-ho infringe la ley para encubrirlo. Kim Kang-heon investiga el caso para descubrir la verdad. Este drama de seguimiento del crimen sobresale por su retrato psicológico del amor paternal entre dos padres, con el conflicto ético de un juez que comete un acto ilegal para proteger a su hijo, que corre peligro de muerte, y el protagonista de un jefe del hampa que busca la verdad sobre su hijo fallecido.

## Reparto

### Principal
- Son Hyun-joo como Song Pan-ho, un juez respetado por todos por su cálida personalidad. Es un hombre moderno con ideas rectas y un objetivo recto, que lleva una vida próspera y libre de defectos y es padre de un solo hijo.[4][5][6]
- Kim Myung-min como Kim Kang-heon, un jefe criminal cruel, de corazón frío y presencia intimidatoria. Pero también siente un sincero amor por sus hijos.[4][5][7]
- Kim Do-hoon como Song Ho-young, el hijo de Pan-ho, un genio entre los genios, creció bajo la tutela de un padre juez recto y fue admitido en la Universidad Nacional de Seúl como el mejor de su clase. También tiene un yo interior delicado y débil.[8][9]
- Heo Nam-jun como Kim Sang-hyuk, el hijo de Kang-heon, y como este violento y cruel; es también el único que logra hacer que su padre pierda aplomo y compostura.[8][10][11]
- Jung Eun-chae como Kang So-young, una apasionada fiscal de la Fiscalía del Distrito de Woowon que no cede ante el poder.[12][13]

### Secundario

#### Entorno de Kim Kang-heon
- Park Se-hyun como Kim Eun, la hija menor de Kang-heon, que hace que incluso su frío y autoritario padre se conmueva. A pesar de pertenecer a una familia de criminales, es una persona limpia y pura, y la hija más querida por su padre.[14][15]
- Ha Su-ho como Park Chang-hyuk, el fiel ayudante de Kang-heon; con su apariencia tranquila, es un hombre seguro de cumplir con sus deberes.[16][17]
- Jung Ae-youn como Ma Ji-young, la esposa de Kang-heon y la madre de Sang-hyuk y Eun.[18][19]
- Shin Ye-chan como  Kim Sang-hyeon, el segundo hijo de Kang-heon.[20]

#### Entorno de Song Pan-ho
- Choi Moo-sung como Jung Yi-hwa, miembro de la Asamblea Nacional y amigo cercano de Pan-ho.[21]
- Park Ji-yeon como Jang Chae-rim, una detective de crímenes violentos con una personalidad recta que se involucra en el incidente que ocurre entre Pan-ho y Kang-heon.[22][23]
- Baek Joo-hee como Jo Mi-yeon, jefa de la pandilla Budu.[24]

#### Otros
- Ahn Byung-sik como Lee Sang-taek.
- Park Woo-young como Lee Cheong-gang, hijo de Lee Sang-taek.
- Park Ah-in como Kim Min, la abogada de Sang-hyuk (episodios 7 al 9, aparición especial).[25]
- Go Yoon-jun como investigador de la oficina del fiscal del distrito de Woowon.

## Producción
Your Honor se basa en la serie israelí Kvodo, que ha tenido versiones asimismo en Estados Unidos, Alemania, España e Italia. El 28 de abril de 2022 la productora surcoreana Take One Studio anunció que había firmado un contrato con la israelí Yes Studio junto con la compañía cinematográfica Film Monster para producir esta nueva versión. De ella se hizo cargo Pyi Min-soo, que dirigió las series Iris II: New Generation (2013), Los productores (2015) y The Third Charm (2018). Kim Jae-hwan escribió el guion, y para la dirección fue elegido Yoo Jong-seon, ya director de Designated Survivor: 60 Days (2019), Secret Royal Inspector Joy (2021) y Pale Moon (2023). Se estimaba que el rodaje podría comenzar en el primer semestre de 2023.
El 16 de febrero de 2023 la prensa especializada publicó que a Yoon Chan-young se le había ofrecido un papel protagonista en la serie y que lo estaba considerando positivamente. Sin embargo, su nombre no apareció en mayo de 2024 entre los de los protagonistas que se fueron anunciando: Son Hyun-joo y Kim Myung-min el día 18, y Kim Do-hoon y Heo Nam-jun el 27.
El 1 de julio de 2024 la productora lanzó carteles de personajes y un primer avance de la serie. Al día siguiente ENA confirmó que la fecha de estreno sería el 12 de agosto, a las 22 horas. El 8 de julio publicó imágenes de la lectura del guion. Dos días después distribuyó algunos fotogramas de los protagonistas. La producción se presentó en The Saint en D Cube City, Sindorim, Guro-gu, Seúl. Asistieron Son Hyun-joo, Kim Myung-min, Kim Do-hoon, Jeong Eun-chae y el director Yoo Jong-seon.

## Audiencia
| Temporada | Temporada | Episodio número | Episodio número | Episodio número | Episodio número | Episodio número | Episodio número | Episodio número | Episodio número | Episodio número | Episodio número | Promedio |
| Temporada | Temporada | 1               | 2               | 3               | 4               | 5               | 6               | 7               | 8               | 9               | 10              | Promedio |
| --------- | --------- | --------------- | --------------- | --------------- | --------------- | --------------- | --------------- | --------------- | --------------- | --------------- | --------------- | -------- |
|           | 1         | 369             | 561             | 678             | 784             | 823             | 899             | 796             | 907             | 928             | 1235            | 798      |

| Episodio | Fecha de emisión         | Índices de audiencia (Nielsen Korea) | Índices de audiencia (Nielsen Korea) |
| Episodio | Fecha de emisión         | Nacional                             | Seúl                                 |
| --- | ------------------------ | ------------------------------------ | ------------------------------------ |
| 1 | 12 de agosto de 2024     | 1,736 % (5.ª)                        | 1,900 % (2.ª)                        |
| 2 | 13 de agosto de 2024     | 2,837 % (2.ª)                        | 2,974 % (2.ª)                        |
| 3 | 19 de agosto de 2024     | 3,406 % (1.ª)                        | 3,673 % (1.ª)                        |
| 4 | 20 de agosto de 2024     | 3,667 % (1.ª)                        | 3,654 % (1.ª)                        |
| 5 | 26 de agosto de 2024     | 3,880 % (1.ª)                        | 3,720 % (2.ª)                        |
| 6 | 27 de agosto de 2024     | 4,334 %(1.ª)                         | 4,874 % (1.ª)                        |
| 7 | 2 de septiembre de 2024  | 3,741 % (2.ª)                        | 3,992 % (2.ª)                        |
| 8 | 3 de septiembre de 2024  | 4,654 % (1.ª)                        | 4,560 % (1.ª)                        |
| 9 | 9 de septiembre de 2024  | 4,551 % (1.ª)                        | 4,495 % (1.ª)                        |
| 10 | 10 de septiembre de 2024 | 6,053 % (1.ª)                        | 6,441 % (1.ª)                        |
| Promedio | Promedio                 | 3,886 %                              | 4,028 %                              |
| - En la tabla superior, los números azules representan las calificaciones más bajas y los números rojos representan las más altas. - Esta serie se transmite en un canal de cable/televisión de pago, que normalmente tiene una audiencia menor respecto a las emisoras de televisión públicas/gratuitas (KBS, SBS, MBC y EBS). |                          |                                      |                                      |

## Segunda temporada
El éxito de público alcanzado por la serie (pues registró el tercer índice de audiencia más alto del canal ENA en toda su existencia) llevó a la productora Take One Studio a anunciar en julio de 2025 la planificación de un segunda temporada.